# Chuska Lake
Chuska Lake ist ein Stausee in der Navajo Nation Reservation, etwa drei Kilometer südwestlich von Tohatchi westlich abseits der U.S. Route 491 (auch als Devil’s Highway bekannt, ehemals U.S. Route 666), im McKinley County im US-Bundesstaat New Mexico. 
Er wird von einem Zufluss des Red Willow Wash gespeist, der dem Colorado-River-Flusssystem angehört. Seine Fläche beträgt 33,56 Hektar und die Höhe über dem Meeresspiegel 1921 Meter.
Ansässige Fischarten sind Welsartige, Barschartige sowie auch diverse Forellenarten, wie unter anderem die Cutthroatforelle (Oncorhynchus clarkii) und die Regenbogenforelle.